# ジ・アイズ・オブ・ア・トレイター
ジ・アイズ・オブ・ア・トレイター（英: The Eyes of a Traitor）はイングランドはハーペンデン出身のメタルコアバンド。2006年に結成。バンド名はメンバーがスター・ウォーズシリーズの視聴中の会話から着想を得たと言う。メンバー構成は学業への注力のため多くの変遷を経ている。
活動中に2枚のEPと2枚のフルアルバムをリリースしている。彼らのデビューEP「バイ・サンセット」は2007年初頭に曲制作とレコーディングが行われ、同年11月にリリースされた。そしてリスナブル・レコードと契約した後、2009年にデビューアルバム「ア・クリア・パーセプション」をリリース。その後も、ボーカリストとドラマー以外のメンバーを入れ替え、2010年7月に2ndアルバムの「ブレスレス」をリリースしている。2011年には自主制作によるEP「ザ・ディジーズ」を公演上で配布した。その後も3rdアルバム制作の構想があったが、2011年11月に活動休止に入り、続報がないまま2015年に解散することとなった。

## 音楽性
メンバーのウィットワースはバンドの音楽性を言葉で説明するなら「テクニカルさとメロディアスな感性を融合させ、そこにメタルやその他のジャンルの要素を散りばめた」としている 。彼らの音楽性はメタルコア、メロディックデスメタル、メロディック・メタルコア、エクスペリメンタル・スラッシュ、プログレッシブ・メタル等に形容されている。マスコアに近しい側面を持ち、「マスメタル」とも形容されることがあるが、よりメタリックな要素を保持しているとされる。デビューEP発表当初のバンドメンバーの平均年齢は17歳と、新米ながらイギリスのヘヴィメタルシーンを牽引する存在として各所から賛辞を送られていた。
彼らが影響を受けたバンドの一つにテクスチャーズ、テクニカルデスメタルバンドのゴジラ、ネクロファジストなどを挙げている。その他に影響を受けたバンドにチルドレン・オブ・ボドム、イン・フレイムス、ミザリー・シグナルズ、メシュガー、スリップノット、スライスらがいる。

## メンバー

### 最終メンバー
- サム・ブレナン Sam Brennan –  ドラム (2006–2015)
- ジャック・ディレイニー Jack Delany –  ボーカル (2006–2015)
- ティム・ジョージ Tim George –  ギター (2010–2015)
- トム・ホーリングス Tom Hollings –  ベース (2012–2015)
- マシュー・ピュー Matthew Pugh –  ギター (2008–2015)

### 元メンバー
- イアン・カボン Ian Cubbon –  ベース (2006–2007)
- デイヴィッド・マクレットン David McCretton –  ギター (2006–2008)
- ポール・ウォードバイ Paul Waudby –  ベース (2007–2010)
- ステファン・ウィットワース Stephen Whitworth –  ギター (2006–2010)
- ジャック・モールズデイル Jack Moulsdale –  ベース (2010–2012)

### サポートメンバー
- アレックス・グリーン Alex Green –  ボーカル (2012)

## ディスコグラフィー

### スタジオアルバム
- ア・クリア・パーセプション A Clear Perception (2009)
- ブレスレス Breathless (2010)

### EP
- バイ・サンセット By Sunset (2007)
- ザ・ディジーズ The Disease (2011)

### シングル
- Nothing to Offer (2009)
- Come to My Senses (2010)